# Синдром хиткого їжака

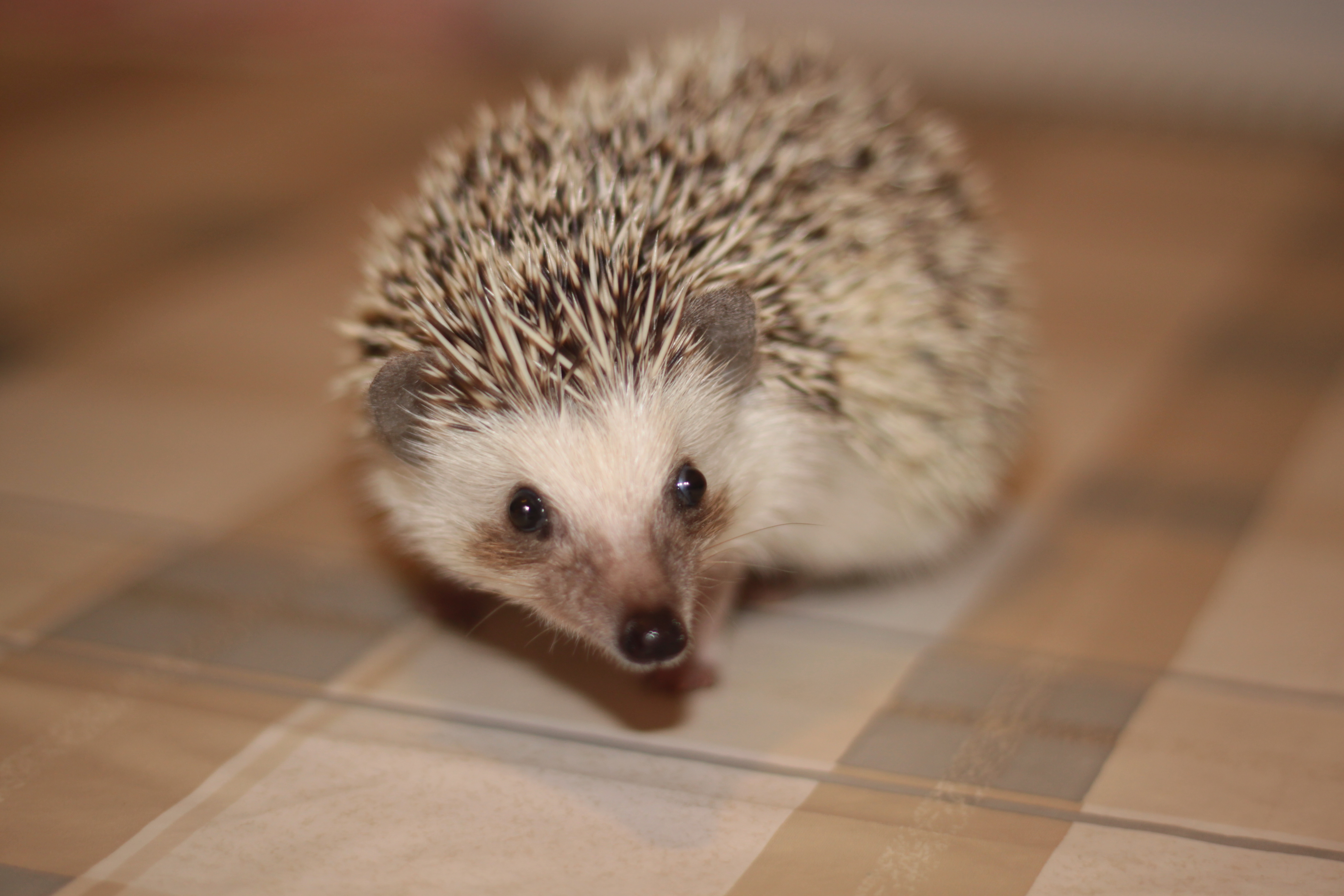
Карликовий африканський їжак, найчастіший представник штучного розведення у розплідниках, на якому була описана хвороба. Причина — недотримання генетичного різноманіття при схрещуванні, у намаганні скоротити витрати.

Синдром хиткого їжака (англ. Wobbly hedgehog syndrome, WHS) — прогресуюче нейродегенеративне захворювання їжаків, при якому поступово порушуються рухи кінцівок. Помічена вперше у африканського карликового їжака та європейського їжака, гіпотетично, перелік неповний. За умов штучного розведення, майже 10 відсотків домашніх африканських їжаків-пігмеїв мають зазначений синдром через постійний інбридинг, через їх обмежені кровні лінії — схрещуванні близьких родичів. Основна зовнішня ознака — прогресуюче порушення руху та параліч рухів всіх кінцівок. Саму хворобу ставлять в еквівалент до людського розсіяного склерозу. Стан є невиліковним, про значному погіршенні симптомів тварина підлягає евтаназії.[джерело?]

## Симптоми і ознаки
Під час захворювання повільно погіршується контроль над м'язами їжака — спочатку проявляється як нестійка хода та похитування тіла при зупинці, згодом їжак втратить контроль над усіма м'язами від задньої до передньої частини тіла. Орієнтовний діагноз може бути заснований виключно на клінічних ознаках, але точний діагноз можливий лише після патологоанатомічного дослідження тканин спинного та головного мозку.
Здоров'я їжаків погіршуватиметься протягом тижнів або місяців, а на пізніх стадіях цієї хвороби вони стають повністю знерухомленими, що робить евтаназію рекомендованою мірою. Більшість тварин гине протягом двох років після встановлення діагнозу, у наслідок знерухомлення, такі тварини потребують посиленого догляду для підтримки життя.
Симптоми зазвичай з'являються у їжаків до досягнення ними 2-3 років, але можуть виникнути в будь-якому віці.

## Діагностика
Діагностика опирається на візуальний огляд їжака, спостерігання за ходою, рухами, поведінкою. Точний діагноз дозволяє поставити лише некропсія, яка виявляє status spongiosus білої мозкової речовини.

## Лікування
Специфічного лікування не розроблено, як і превентивного та ремісійного, саму хворобу порівнюють з людським розсіяним склерозом. Лікування загальнозміцнююче та симптоматичне: використовувалися різні вітамінні добавки, антибіотики та стероїди, масажування. Деякі заходи тимчасово можуть покращувати ознаки або уповільнювати прогресування захворювання. Оскільки ознаки паралічу то наростають то зникають, важко оцінити користь від лікування.

## Профілактика
Оскільки, імовірніше всього, причина синдрому є генетична, при перших же проявах цього синдрому їжак не підлягає розмноженню задля запобігання передачі таких генів потомству.